# Friedrich Reinitzer
Friedrich Richard Reinitzer (Praga, 25 de febrero de 1857 - Graz, 16 de febrero de 1927)  fue un botánico y químico austríaco. A finales de la década de 1880, experimentando con la fusión del Benzoato de colesteril (éster derivado del colesterol), descubrió las propiedades del cristal líquido (al cual  Otto Lehmann posteriormente dio este nombre).
Reinitzer nació en la Bohemia germánica. Estudió química en la Universidad Técnica de Praga; donde dio clases a partir de 1883. En los años desde 1881 a 1888 fue ayudante de botánica del Instituto de fisiología vegetal de la Universidad Germánica de Praga.  El año 1891  fue profesor ayudante de química agrícola. El año 1895 se trasladó a la Universidad de Graz, de la que fue el rector en 1909 - 1910.

El año 1888 descubrió el extraño comportamiento de los compuestos que más tarde Lehmann, a quién se lo comunicó enseguida, llamó cristales líquidos. Reinetzer descubrió en los ésteres de colesterol tres características importantes de los cristales líquidos colestèricos:
- La presencia de dos "puntos de fusión" (punto de fusión y punto de clarificación que es la temperatura a la cual ocurre la transición entre la mesofase y la fase isotròpica)
- La reflexión de la luz polarizada circularmente
- La capacidad de rotar la dirección de la luz polarizada

El descubrimiento recibió mucha atención científica pero hasta la década de 1970 no tuvo aplicaciones prácticas.

## Algunas obras
- F. Reinitzer (1888) "Beiträge zur Kenntnis des Cholesterins", Monatshefte für Chemie 9:421–41.
- F. Reinitzer (1891) "Der Gerbstoffbegriff und seine Beziehung zur Pflanzenchemie", Lotos 39.